# Composition X
 (décembre 2024).
Si vous disposez d'ouvrages ou d'articles de référence ou si vous connaissez des sites web de qualité traitant du thème abordé ici, merci de compléter l'article en donnant les références utiles à sa vérifiabilité et en les liant à la section « Notes et références ».
Composition X est un tableau réalisé par le peintre d'origine russe Vassily Kandinsky en 1939 alors qu'il vit près de Paris, en France. Cette huile sur toile de format horizontal est une abstraction colorée sur fond noir. L'œuvre fait partie depuis 1980 des collections de la Kunstsammlung Nordrhein-Westfalen, à Düsseldorf, en Allemagne.